# Vilvoordse steen

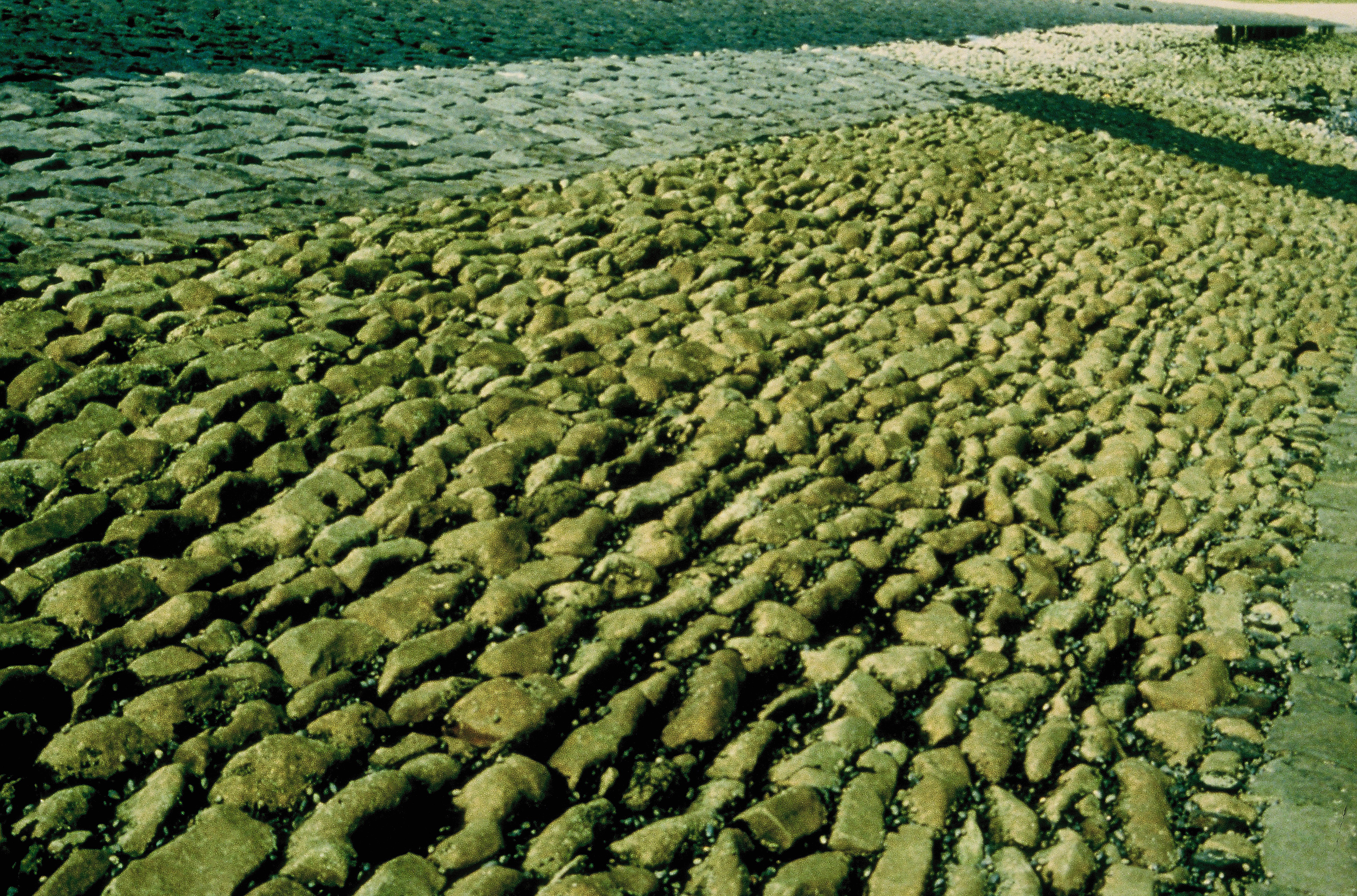
Vilvoordse steen op een zeedijk langs de Oosterschelde

Vilvoordse Steen is een kalksteensoort die veelvuldig gebruikt is als bekleding van zeedijken in Zeeland.

## Historie
In de negentiende eeuw is men in Zeeland op grotere schaal de glooiingen van zeedijken te versterken met steenglooiingen. Hiervoor werden stenen gebruikt die gezet konden worden (zetsteen). Het alternatief hiervoor is losgestorte breuksteen (waterbouwsteen). Echter, bij gebruik van breuksteen is een veel groter volume aan steen nodig. Daartegenover staat dat het toepassen van zetsteen veel meer arbeid vereist. Omdat in de achttiende en negentiende eeuw de arbeidskosten laag waren ten opzichte van de transportkosten van steen werd in Nederland in die periode altijd voor het gebruik van zetsteen gekozen. De meest duurzame steen hiervoor is basalt, dat van nature beschikbaar is in hectagonale blokken. Deze basaltzuilen worden gewonnen in groeven langs de Rijn en in het Duitse Westerwald. Met name door de grote transportafstand was dit een heel dure oplossing.

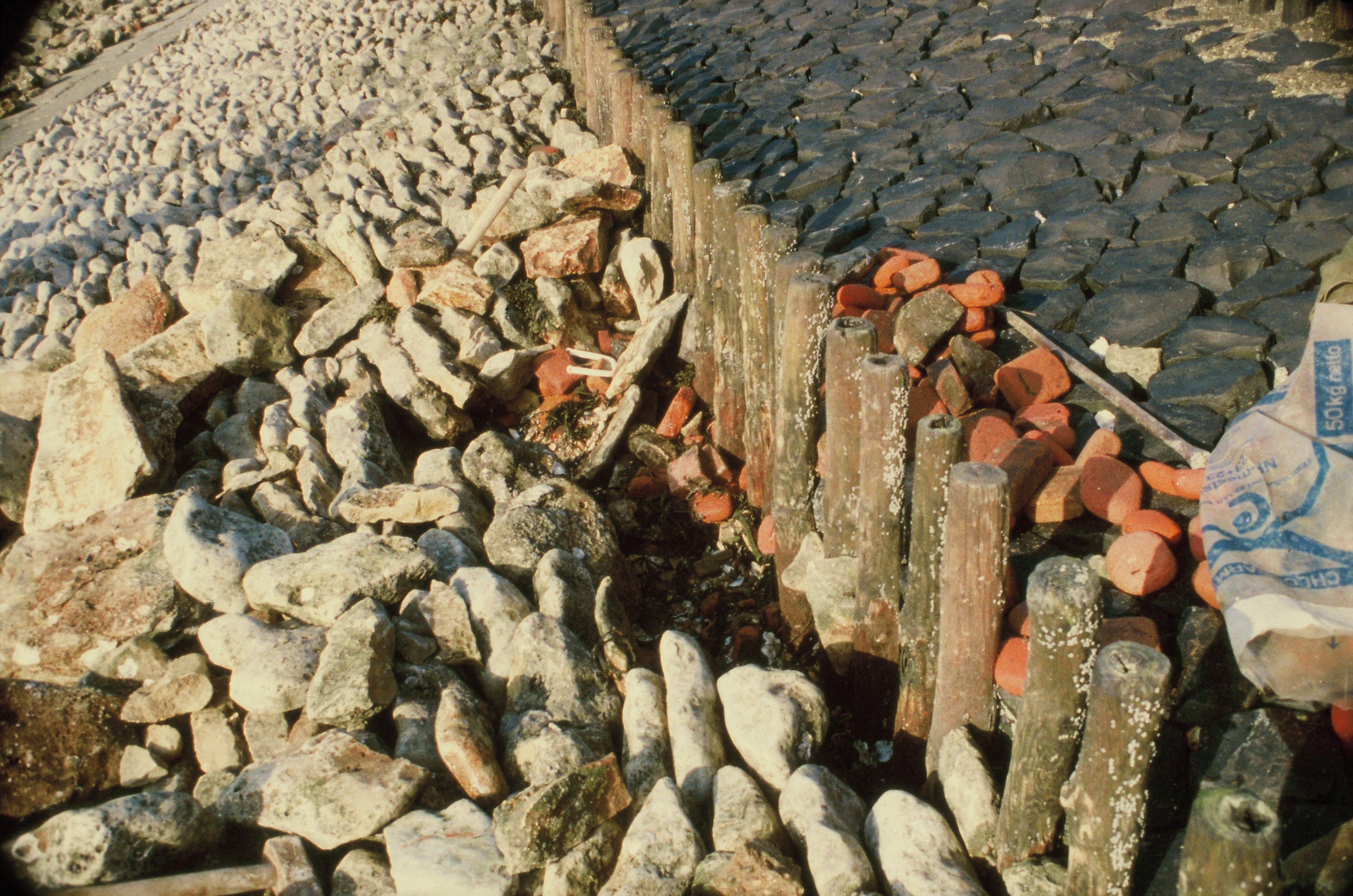
Vilvoordse steenglooiing op Tholen na schade. De vlijlaag is zichtbaar geworden

Daarom is er in Zeeland veel gekozen voor de kalksteen uit de groeven tussen Vilvoorde en Melsbroek in België. Via de Rupel en Schelde kon deze steen vrij goedkoop naar Zeeland getransporteerd worden.  Dit is een grijsgele, vrij zachte steensoort. De steen werd geleverd in rechthoekige blokken van ca 10 cm dik en 20 cm breed en 40 cm lang. Deze stenen konden eenvoudig op het talud van de dijk geplaatst worden. Zij werden op de lange zijkant geplaatst (dus het vlak van ca. 10 x 40 cm). Onder de stenen werd een vlijlaag van puin gelegd, met een totale dikte van ca. 20 cm. 

## Bezwaren
Omdat de steen vrij zacht is treedt er nogal wat erosie aan het oppervlak op (door de schurende werking van steentjes en zand in het water) en worden de bovenkanten meestal bol in de loop der jaren. Deze slijtage kan zo groot worden dat de glooiing uiteindelijk door golfslag bezwijkt. De maximale toelaatbare golfhoogte voor deze steensoort wordt tegenwoordig dan ook gesteld op ca een halve meter. Hierdoor zijn in de loop der jaren de meeste glooiingen van Vilvoordse steen vervangen door graniet, basalt of betonzuilen. Omdat in het Zeeuwse getijgebied zware golfaanval alleen bij hoog water optreedt is vaak alleen het bovenste deel van de glooiingen vervangen (zie bijv. de foto boven; hier is boven de Vilvoordse steen een glooiing van graniet aangebracht.

## Milieuvoordelen
Omdat de Vilvoordse steen vrij zacht is, is het een goed substraat voor diverse zeewieren, met name het blaaswier groeit er goed op. Deze wiervelden vormen op hun beurt weer een goede bescherming voor veel diersoorten. De ecologische betekenis hiervan is groot, en daarom is en vanuit ecologische hoek een streven om de bestaande Vilvoordse glooiingen zo veel mogelijk te handhaven als dat vanuit waterbouwkundig oogpunt maar enigszins mogelijk is. Uit onderzoek is gebleken dat de biodiversiteit toeneemt naarmate men lager in de getijzone komt. Dit komt dus mooi uit, omdat de lage plekken juist die plekken zijn waar men de Vilvoordse steen kan handhaven.  